# Gigelorum
Il Gigelorum, o Giol-Daoram, è una creatura del folklore scozzese. Si tratta di un insetto minuscolo, ritenuto essere il più piccolo animale esistente. Le sue caratteristiche sono ignote, eccezion fatta per il suo habitat, le orecchie degli acari.
Alcune ipotesi sostengono che il Gigelorum sia basato sull'insetto più piccolo distinguibile ad occhio nudo dalle persone con la vista migliore, il cosiddetto "giolcam-daobhram", descritto come l'essere vivente più piccolo ipotizzabile. Ronald Black, docente occasionale di studi celtici, autore e giornalista, suggerisce come la creatura potrebbe essere un parto della mente del folclorista e ministro di Tiree John Gregorson Campbell, in quanto dalle sue ricerche non era emersa alcuna fonte autorevole al riguardo.